# Bruno Zapelli
 (mars 2023).
Bruno Zapelli, né le 16 mai 2002 à Villa Carlos Paz, est un footballeur international espoirs italien qui joue au poste d'attaquant à l'Athletico Paranaense.

## Biographie

### Carrière en club
Né à Villa Carlos Paz, dans la province argentine de Córdoba, Bruno Zapelli est formé par le CA Belgrano, où il commence sa carrière professionnelle en deuxième division argentine. 
Intégré à l'effectif professionnel dès 2019, il joue son premier match avec l'équipe première du club le 5 décembre 2020,.

### Carrière en sélection
En mars 2023, Bruno Zapelli est convoqué pour la première fois avec l'équipe d'Italie espoirs,. Il honore sa première sélection le 24 mars 2023, à l'occasion d'un match amical contre la Serbie. Il est titulaire lors de la victoire 2-0 de son équipe,.